# Xu Xiake
Xu Xiake (徐霞客S, Xu XiakeP, Hsü Hsia-k’oW, nome proprio Hongzu (弘祖), nome pubblico Zhenzhi (振之); 5 gennaio 1587 – 8 marzo 1641) è stato un esploratore cinese.
A differenza di altri grandi viaggiatori, che furono condottieri, ammiragli, missionari, esploratori, mercanti, egli incarnò la figura del viaggiatore puro, senz’altro scopo se non il viaggio (“peregrinare per mille leghe”, “non giungere a destinazione”) e quello di raccontarlo. In questo fu certo l’erede di una tradizione diffusa presso l’intellighentsia cinese dell’impero, quella della breve escursione come pretesto per la bella scrittura. Ma egli l’espanse a dismisura nel tempo e nello spazio e coniugò i suoi 32 anni di vagabondaggi continui non già con poche note eleganti ma con un testo voluminosissimo di appunti sull’ecumene cinese e oltre. Il suo diario di viaggio, definito dalla critica letteraria indigena “il libro straordinario di un uomo straordinario”, si spande fluviale per 600.000 parole, che riferiscono di pluridecennali ascensioni, escursioni, guadi, esplorazioni di grotte per quasi tutte le regioni dell’impero, talvolta anche oltre confine.
Pervicacemente scritto pressoché ogni sera al termine della tappa, nelle condizioni più varie (dal comodo studio di un qualche ospitale notabile locale al fumoso tugurio di un contadino all’austera cella di un anacoreta) il diario è il resoconto fedele del viaggio fino al dettaglio minuto, dal sentiero imboccato al crocicchio alla forma delle rocce alla temperatura delle acque termali agli animali e le piante incontrati per via. Il “Diario di Xu Xiaxe” (Xu Xiake youji, 徐霞客游记) figura a buon diritto fra i grandi capolavori della letteratura cinese di epoca Ming (1368-1644). La critica contemporanea cinese ha il diario in grande stima e lo considera una fonte straripante di notizie di scienze della terra (configurazione dei suoli, speleologia, idrografia, geotermia, clima), di zoologia e botanica, di politica ed economia (produzioni locali, amministrazione locale, comunicazione, casi di corruzione fra i funzionari imperiali, rivolte contadine), di religioni, di toponomastica ecc. Esso figura nelle antolo-gie scolastiche. Il suo autore è stato inoltre proclamato di recente patrono del turismo e la Festa del Turismo è stata fissata nel giorno della sua nascita. Addirittura, sui mari naviga una nave caserma col suo nome.

## Biografia
Xu Xiake nacque in una famiglia di piccoli proprietari fondiari, secondogenito di Xu Yu’an (徐豫庵, 1545-1694) e donna Wang Ruren (王孺人, 1545-1625). Per censo, avrebbe dovuto intraprendere la carriera mandarinale, ma fin da piccolo mostrò interesse solo per le peregrinazioni e i vagabondaggi; ricevette un’educazione classica fondata sull’etica e morale confuciana, ma lesse di nascosto testi di storia e geografia e biografie di eremiti. Un amico di famiglia, Chen Jiru (陳繼儒, 1558-1639) coniò per lui lo pseudonimo Xiake (霞客), lett. il “viaggiatore delle nuvole”, un altro conoscente, Huang Daozhou (黃道周, 1585-1646), quello di Xiayi (霞逸), lett. “ozioso fra le nuvole”.
Xu trascorse la vita in viaggio, rincasando solo per ritemprare le forze fiaccate dalla durezza degli spostamenti (marce estenuanti nelle campagne, audaci arrampicate, fughe precipitose dai banditi e dalle fiere) e ripartire. La mappa degli spostamenti di una vita è intricatissima. Nel suo andirivieni per la Cina, cominciò dai luoghi noti, visitando nel 1609 nello Shandong la più celebre montagna sacra della Cina, il Taishan (m. 1533) e le tombe dei veneratissimi sant’uomini Confucio e Mencio, poi, nel 1613, il Monte Putuo e i monti Tiantai e Yandang, nel Zhejiang, sacri al taoismo e al buddismo. Nel 1616 ascese sui monti Baiyue e Huang, al confine con l’Anhui e sul Wuyi, nel Fujian. Nel 1617, esplorò le grotte di Yixing, insieme con la vecchia madre. Del 1618 è la scalata al monte Lu (m. 1474), del 1620 la visita al lago Jiuli nel Fujian e del 1623 altre scalate, sul Song, il Hua e il Wudang. Nel 1624 tornò con la madre ottuagenaria alle grotte di Yixing. Nel 1628 ascese sul Luofu (m. 1296), nel Guangdong, e l’anno dopo sul Panshan, nella regio-ne di Pechino. Nel 1632 tornò sul Tiantai e sullo Yandang e nel 1633 sul Wutai e sul Heng, nello Shanxi. Tuttavia è dal 1636 alla morte che intraprese i suoi viaggi più impegnativi, nelle regioni selvagge della Cina sudorientale, avendo per compagni di viaggio il servo Gu Xing, che alla fine fuggì estenuato, e un bonzo, Jingwen, che morì di malattia. Nel 1637 ascese sul monte Heng (omofono di quello visitato nel 1633) e nel 1638 giunse nello Yunnan, dove rimase due anni, spingendosi a ovest fino alle sorgenti del Mekong e del Saluen. Non arrivò in Tibet solo perché glielo sconsigliarono i notabili alle pendici, ma sconfinò negli odierni Vietnam e Birmania. Il Diario s’interrompe bruscamente, poco dopo la fuga del servo Gu Xing; così anche le peregrinazioni di Xu, che, malato e malconcio, fu trasportato alla casa natia, a Jiangyin, dapprima in palanchino per 150 giorni, poi in battello, coprendo una distanza di km 1700, e lì spirò nel 1641, a 54 anni.
Nei suoi spostamenti, Xu andò a piedi e in palanchino, oltre che, ove possibile, in carrozza, a cavallo e in battello, valendosi della rete di comunicazione imperiale stradale e fluviale per i grandi spostamenti e di carrarecce, sentieri e viottoli per le escursioni sul posto; più frequentemente, e con più piacere, s’addentrò ove poté in luoghi disabitati, del tutto sprovvisti di strade, s’inerpicò “imitando le scimmie” su picchi scoscesi, falesie, scarpate e discese in grotte e caverne, spinto dal desiderio sempre inappagato di ammirare la natura nelle sue manifestazioni estreme. Si valse, nella sua veste di letterato errante, dell’ospitalità di notabili e conventi, ma anche della più modesta accoglienza di contadini, pastori e montanari; spesso non trovò riparo che nelle grotte o sotto gli alberi. Ebbe anche brutte avventure, come quando fu depredato dai pirati sul fiume e derubato da bonzi truffaldini o quando sfuggì di misura ai soldati sbandati, alle tigri e ai lupi. Malattie, piaghe, bubboni lo torturarono costantemente.
In conclusione, Xu Xiake fu un viaggiatore instancabile e un osservatore attentissimo di panorami e fenomeni naturali. Va notato che fu invece molto meno interessato alla presenza umana; non c’è una sola descrizione di città o paese in tutto il testo sterminato e le uniche persone che descrive brevemente sono quelle funzionali al suo andare, con la possibile eccezione dei bonzi, di cui apprezzò la vita appartata in eremi annidati nel paesaggio.